# Тресковые войны
Тресковые войны (англ. The Cod Wars, исл. Þorskastríðin) — длительный дипломатический и отчасти военный конфликт между Великобританией и Исландией. Конфликт, начавшийся в 1952 году как дипломатический, в 1958—1976 годах неоднократно переходил в военную фазу. Причиной конфликта стало поэтапное расширение Исландией границ исключительной экономической зоны с 4 до 200 морских миль вокруг острова в Северной Атлантике.
Британские рыбаки, занимавшиеся рыбным промыслом в исландских водах, ловили в основном треску, поэтому конфликт был назван «тресковыми войнами». В результате «войны» английские рыбаки лишились возможности ловить в богатых рыбных районах, Великобритания лишилась тысяч рабочих мест.

## Предыстория
Львиную долю экспорта Исландии составляла рыба (в основном — треска), выловленная вокруг островов, а со временем популяция трески стала неуклонно падать, что наносило ущерб экономике государства.
В 1893 году Дания, которой тогда принадлежала Исландия, в одностороннем порядке объявила о закрытии для иностранных рыболовов 50-мильной зоны вокруг берегов Исландии и Фарерских островов. Но британцы не признали этой претензии, опасаясь, что такой прецедент приведёт к аналогичным действиям со стороны других государств, и продолжили ловить рыбу в этих водах. Датские военные корабли начали задерживать британские рыболовные суда.
Какое-то время британцы воздерживались от рыбной ловли возле Исландии и Фарерских островов, но потом начали ловить там рыбу вновь. В апреле 1899 года британский траулер Caspian у берегов Фарерских островов был задержан датчанами. Капитан траулера Джонсон перешёл на борт датского патрульного корабля, но перед этим приказал помощнику уводить судно. По траулеру был открыт огонь, но он смог уйти.
После этого под давлением Великобритании с Данией в 1901 году было заключено соглашение, которое установило ширину территориальных вод Исландии и Фарерских островов в традиционные три мили.
В 1952 году уже независимая Исландия объявила о расширении запретных для иностранных рыбаков вод с трёх до четырёх миль. В ответ Великобритания обжаловала это в Международном суде ООН, а также запретила исландским рыболовным судам вход в свои порты. Но в 1956 году по решению Организации европейского экономического сотрудничества Великобритания была вынуждена признать исландскую четырёхмильную зону.

## История
Тресковые войны можно разделить на три эпизода:
- Первая тресковая война (1958 год), после расширения зоны с 4 до 12 морских миль.
- Вторая тресковая война (1972 — октябрь 1973 года), после расширения зоны с 12 до 50 морских миль[1].
- Третья тресковая война (1975 — июнь 1976 года)[1].

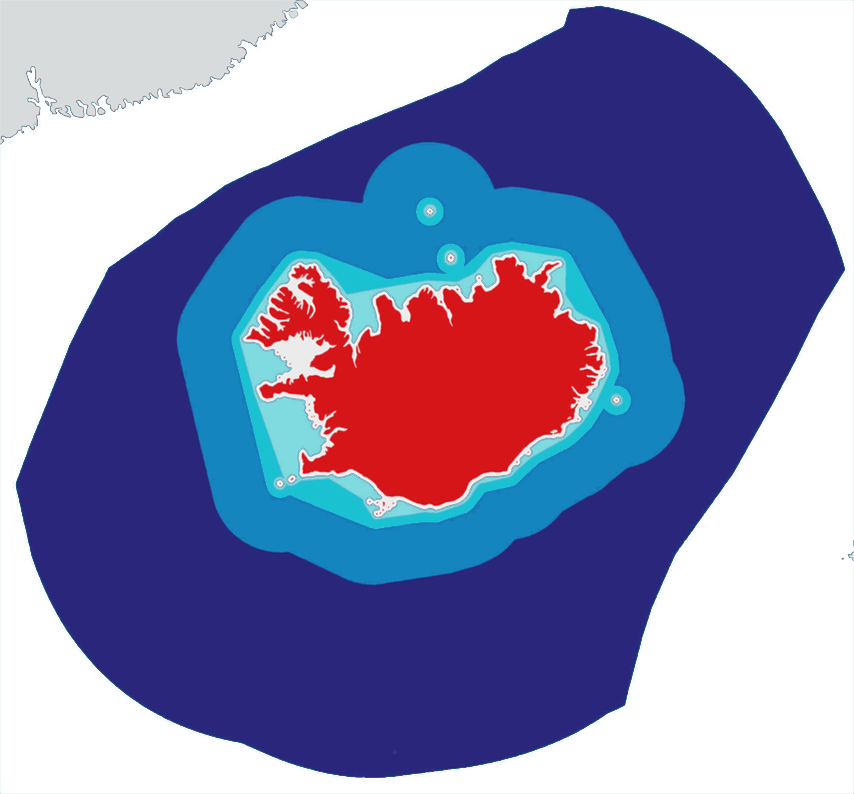
Расширение исландской исключительной экономической зоны.
Исландия
Внутренние воды
4-мильная зона
12-мильная зона
50-мильная зона
200-мильная зона (существующая)

С 1952 года по 1958 конфликт оставался в дипломатической плоскости, поэтому этот период называют «Прототресковой войной». Однако с 1958 года конфликт перешёл в горячую фазу вооружённого конфликта, названного Тресковыми войнами.
Когда Исландия расширила свои территориальные воды до 50 миль, Британия выступила против. В Рейкьявике демонстранты разбили окна в британском посольстве, а члены правительства Исландии на фоне антиевропейских настроений начали сближаться с СССР и заговорили о покупке у Москвы быстроходных фрегатов. Когда речь зашла о возможном выводе баз НАТО с территории Исландии, Лондон под давлением США сдался и вывел свои корабли за указанные границы.
В 1975 году закончилось действие соглашения по промышленному рыболовству между Исландией и Великобританией. После того, как Исландия приняла решение о расширении своей исключительной экономической зоны до 200 морских миль, вооружённые суда исландской береговой охраны начали патрулировать 200-мильную зону и останавливать рыболовные суда. В результате ухудшились отношения между Исландией, Великобританией и ФРГ.
В ответ на противодействие британским рыболовным судам Лондон отправил к берегам Исландии три фрегата.
Исландцы объявили британских рыбаков браконьерами и закрыли для Великобритании все порты и аэродромы страны. Конфликт удалось на время решить при посредничестве организации НАТО, членами которой являлись обе страны.
Однако конфликт продолжал нарастать. Британские рыбаки отказались покидать исландские воды, и у берегов Исландии вновь появились несколько кораблей британского военного флота.
19 февраля 1976 года Исландия разорвала дипломатические отношения с Великобританией, хотя переговоры по урегулированию конфликта продолжались.
30 мая 1976 года было подписано соглашение, по которому Великобритания признала границы исключительной экономической зоны Исландии.
3 июня 1976 года дипломатические отношения между двумя странами были восстановлены.